# Thorey
Thorey település Franciaországban, Yonne megyében. Lakosainak száma 43 fő (2022. január 1.). Thorey Trichey, Mélisey, Rugny, Saint-Martin-sur-Armançon és Tanlay községekkel határos.

## Népesség
A település népessége az elmúlt években az alábbi módon változott:
| Lakosok száma | 40   | 33   | 31   | 29   | 32   | 36   | 39   | 40   | 43   |
|               | 2013 | 2015 | 2016 | 2017 | 2018 | 2019 | 2020 | 2021 | 2022 |